# 올림픽 짐바브웨 선수단
올림픽 짐바브웨 선수단은 짐바브웨 대표로 올림픽에 참가하는 선수단이다. 짐바브웨는 1980년 현재의 이름으로 올림픽에 처음 참가한 이후 매년 하계올림픽에 선수단을 파견해 왔다. 이전에는 1928년, 1960년, 1964년에 로디지아라는 이름으로 올림픽에 출전했다. 2014년 소치 동계 올림픽은 짐바브웨 태생의 선수 루크 스테인(Luke Steyn)이 알파인 스키에 참가하면서 짐바브웨의 첫 동계 올림픽 참가였다.
짐바브웨 선수들은 2개 종목에서 금메달 3개, 은메달 4개, 동메달 1개 등 총 8개의 메달을 획득했다. 2004년과 2008년에 수영 선수 커스티 코벤트리(Kirsty Coventry)가 7개의 메달을 획득했다. 남은 메달은 1980년 여자 필드하키 국가대표팀이 승리한 결과였다.
짐바브웨 국가 올림픽 위원회는 1934년에 창설되었고 1980년에 국제 올림픽 위원회의 승인을 받았다.

## 종목별 메달 집계
| 경기 | 금 | 은 | 동 | 합계 |
| ---- | -- | -- | -- | ---- |
| 수영 | 2  | 4  | 1  | 7    |
| 하키 | 1  | 0  | 0  | 1    |
| 합계 | 3  | 4  | 1  | 8    |

## 같이 보기
- 분류:짐바브웨의 올림픽 참가 선수
- 동계 올림픽에 참가한 열대 국가